# Parafia św. Teresy od Dzieciątka Jezus w Bojadłach
Parafia św. Teresy od Dzieciątka Jezus w Bojadłach – parafia rzymskokatolicka, położona w dekanacie Sulechów, diecezji zielonogórsko-gorzowskiej, metropolii szczecińsko-kamieńskiej w Polsce, erygowana 1 czerwca 1951.